# Lista de observatórios astronômicos do Brasil
Este anexo contém uma lista de observatórios astronômicos do Brasil. A relação organiza os observatórios brasileiros primeiro pela propriedade (pública/universitária ou privada) e segundo pelas unidades federativas do Brasil em que está localizado.

## Públicos e universitários

### Alagoas
- Observatório Astronômico Genival Leite Lima (OAGLL)

### Bahia
- Observatório Astronômico Antares - UEFS (Feira de Santana)

- Observatório Astronômico UESC - UESC (Ilhéus)

### Ceará
- Rádio-Observatório Espacial do Nordeste - INPE (Eusébio)
- Observatório Astronômico Otto de Alencar - Universidade Estadual do Ceará - UECE ( Fortaleza)

### Distrito Federal
- Observatório Astronômico Luiz Cruls - UnB

### Espírito Santo
- Observatório Astronômico da UFES - UFES (Vitória)

### Minas Gerais
- Observatório Astronômico da Serra da Piedade - UFMG (Caeté)
- Observatório Astronômico da Escola de Minas - UFOP (Ouro Preto)
- Observatório Astronômico da Universidade de Itaúna - Universidade de Itaúna (Itaúna)
- Observatório Astronômico de Poços de Caldas (Poços de Caldas)[1]
- Observatório Astronômico do Museu - Museu de História Natural e Jardim Botânico da Universidade Federal de Minas Gerais (Belo Horizonte)[2]
- Observatório do Pico dos Dias - LNA (Brasópolis)

### Paraná
- Observatório Astronômico Prof. Dr. Leonel Moro (Campo Magro)
- Observatório Astronômico Manoel Machuca - UEPG (Ponta Grossa)
- Observatório do Parque Tecnológico Itaipu - Espaço Casimiro Montenegro Filho - Foz do Iguaçu

### Pernambuco
- Observatório Astronômico da Torre Malakoff (Recife)
- Observatório Astronômico da Sé (Olinda)
- Observatório Astronômico do Sertão de Itaparica (OASI) (Itacuruba)

### Rio Grande do Sul
- Observatório Astronômico da UFGRS - UFGRS (Porto Alegre)
- Observatório Astronômico do Morro de Santana - UFGRS (Porto Alegre)
- Observatório da PUCRS - PUCRS (Porto Alegre)[3]
- Observatório Astronômico Didático Capitão Parobé - CMPA (Porto Alegre)
- Observatório Astronômico Didático Caixa de Jóias - APCEF/RS (São Francisco de Paula, RS)

### Rio de Janeiro
- Observatório Nacional (Rio de Janeiro)
- Observatório do Valongo - UFRJ (Rio de Janeiro)

### São Paulo
- Observatório Abrahão de Moraes - USP (Valinhos)
- Observatório do Centro Integrado de Ciência e Cultura (São José do Rio Preto)
- Observatório Astronômico do Centro de Divulgação Científica - USP (São Carlos)
- Observatório Astronômico do Centro Técnico Aeroespacial - (São José dos Campos)
- Observatório Astronômico Municipal de Diadema (Diadema)
- Observatório Astronômico de Piracicaba (Piracicaba)
- Observatório Astronômico Professor Mário Schenberg - Unesp (Ilha Solteira)
- Observatório do Morro Azul - Faculdades de Limeira (Limeira)
- Observatório Municipal de Astronomia de Franca (Franca)
- Observatório Municipal de Americana (Americana)
- Observatório Municipal de Amparo (Amparo)
- Observatório Didático de Astronomia "Lionel José Andriatto" (Bauru)
- Observatório Municipal Anwar Damha (Presidente Prudente)
- Observatório Municipal de Campinas Jean Nicolini (Campinas)
- Observatório de São Paulo - Parque de Ciência e Tecnologia da USP (São Paulo)
- Rádio Observatório de Itapetinga - USP, Unicamp, INPE, Mackenzie (Atibaia)
- Rádio Observatório GEM - INPE (Cachoeira Paulista)

## Particulares

### Bahia
- Observatório Astronômico Zeus (Cedro de Barrocas)

### Ceará
- Observatório Astronômico do Colégio Christus (Fortaleza)

### Distrito Federal
- Observatório DogsHeaven (Brasília)

### Espírito Santo
- Observatório Astronômico Aristarco de Samos (Cariacica)

### Minas Gerais
- Observatório Astronômico de Uberlândia (Uberlândia)
- Observatório Astronômico Monoceros (Além Paraíba)
- Observatório Astronômico Phoenix (Cláudio)[4]
- Observatório Centauro (Cambuquira)}[5]
- Observatório do Centro de Astronomia Ápex do Vale do Aço (Ipatinga)
- Observatório Lunar Vaz Tolentino - VTOL (Belo Horizonte)[6]
- Observatório Nazaré (Conselheiro Lafaiete)
- Observatório Oswaldo Nery (Belo Horizonte)
- Observatório Sonear - Southern Observatory for Near Earth Asteroids Research (Oliveira)[7]

### Paraná
- Observatório Astronômico Bagozzi (Curitiba)
- Observatório Astronômico Prof. Dr. Leonel Moro (Curitiba)
- observatório Astronômico Estrela do Sul (Sarandi)

### Rio de Janeiro
- Observatório Astronômico da Piedade (Rio de Janeiro)
- Observatório Metropolitano do Rio de Janeiro (São Gonçalo)

### Santa Catarina
- Observatório Astronômico de Brusque Tadeu Cristovam Mikowski (Brusque)
- Observatório Municipal Domingos Forlin - ODF (Videira)

### São Paulo
- Polo Astronômico de Amparo (Amparo-SP)[8]
- Observatório Astronômico do Colégio Magno (São Paulo)
- Observatório Astronômico de Pedreira (Pedreira)
- Observatório do Colégio Next - Unidade Itatiba (Itatiba)
- Observatório da Fundação CEU (Brotas)
- Observatório Astronômico do Colégio I. L. Peretz (São Paulo)
- Observatório Astronômico Albert Einstein - CEU - GUE ( São Paulo / capital).
- Observatório Astronômico Herschel (Santos/SP).